# Campeonato de Bélgica de Ciclismo en Ruta
Los Campeonatos de Bélgica de Ciclismo en Ruta se organizan anualmente desde el año 1894 para determinar el campeón ciclista de Bélgica de cada año. El título se otorga al vencedor de una única carrera. El vencedor obtiene el derecho a portar un maillot con los colores de la Bandera de Bélgica hasta el Campeonato de Bélgica del año siguiente.
El campeonato no se disputó los años 1906, del 1915 al 1918 y en 1944. El ciclista más laureado es Tom Steels con cuatro (1997, 1998, 2002 y 2004), seguido de Rik Van Steenbergen (1943, 1945 y 1954) y de Stijn Devolder (2007, 2010, 2013) con tres victorias cada uno.

## Palmarés

### Masculino

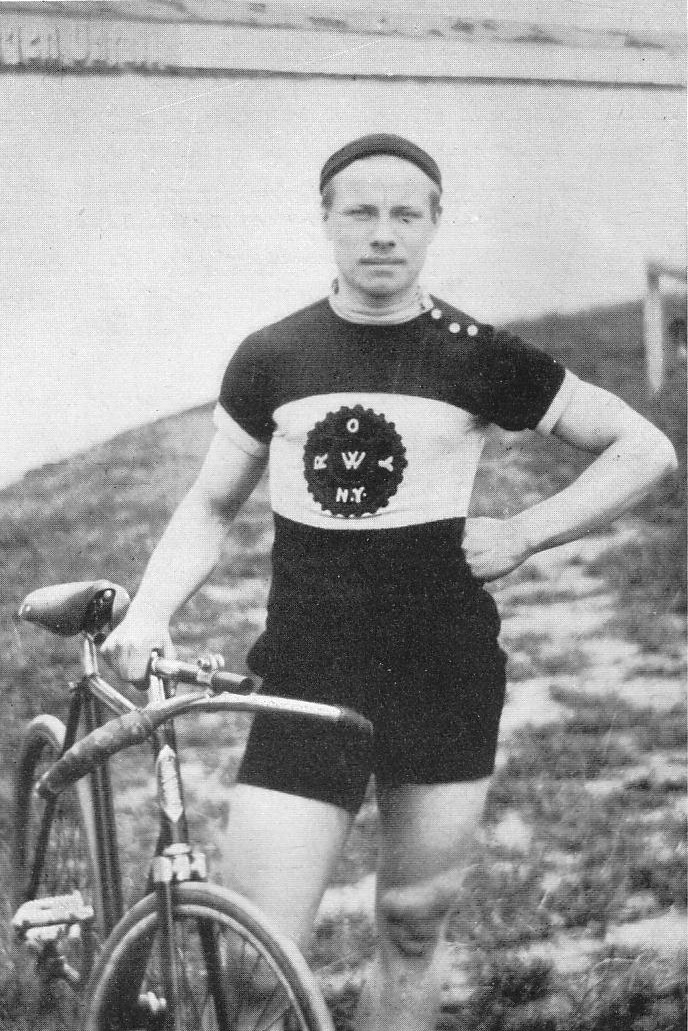
Arthur Vanderstuyft, campeón de Bélgica en 1903.

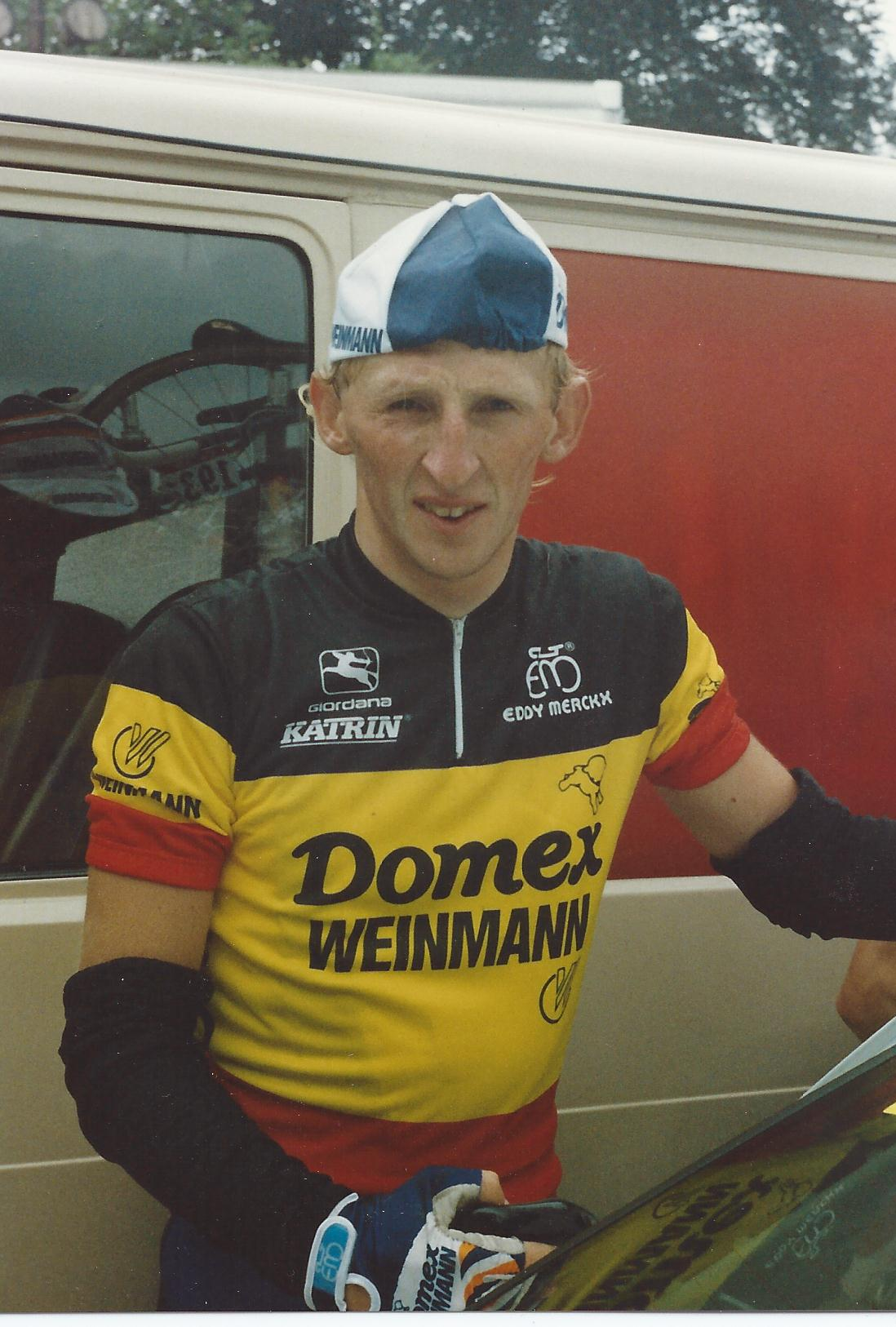
Carlo Bomans, campeón de Bélgica en 1989.

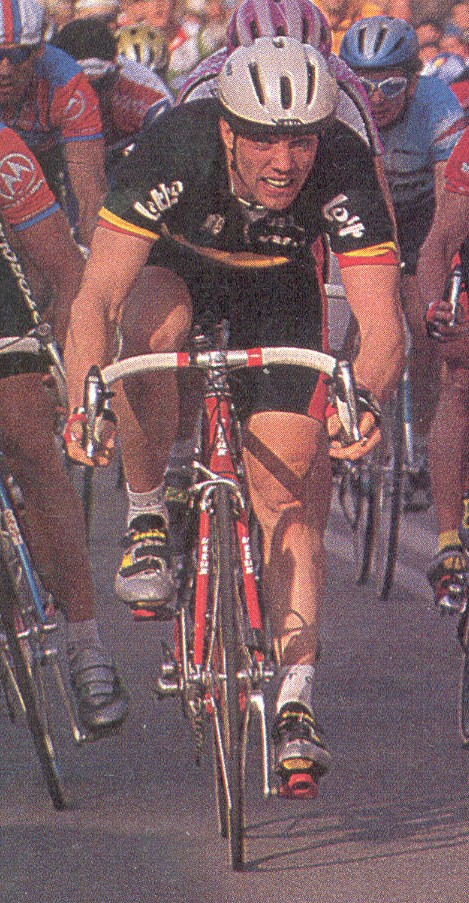
Wilfried Nelissen con el maillot de campeón de Bélgica, durante la disputa de un sprint en la Vuelta a Andalucía 1995.

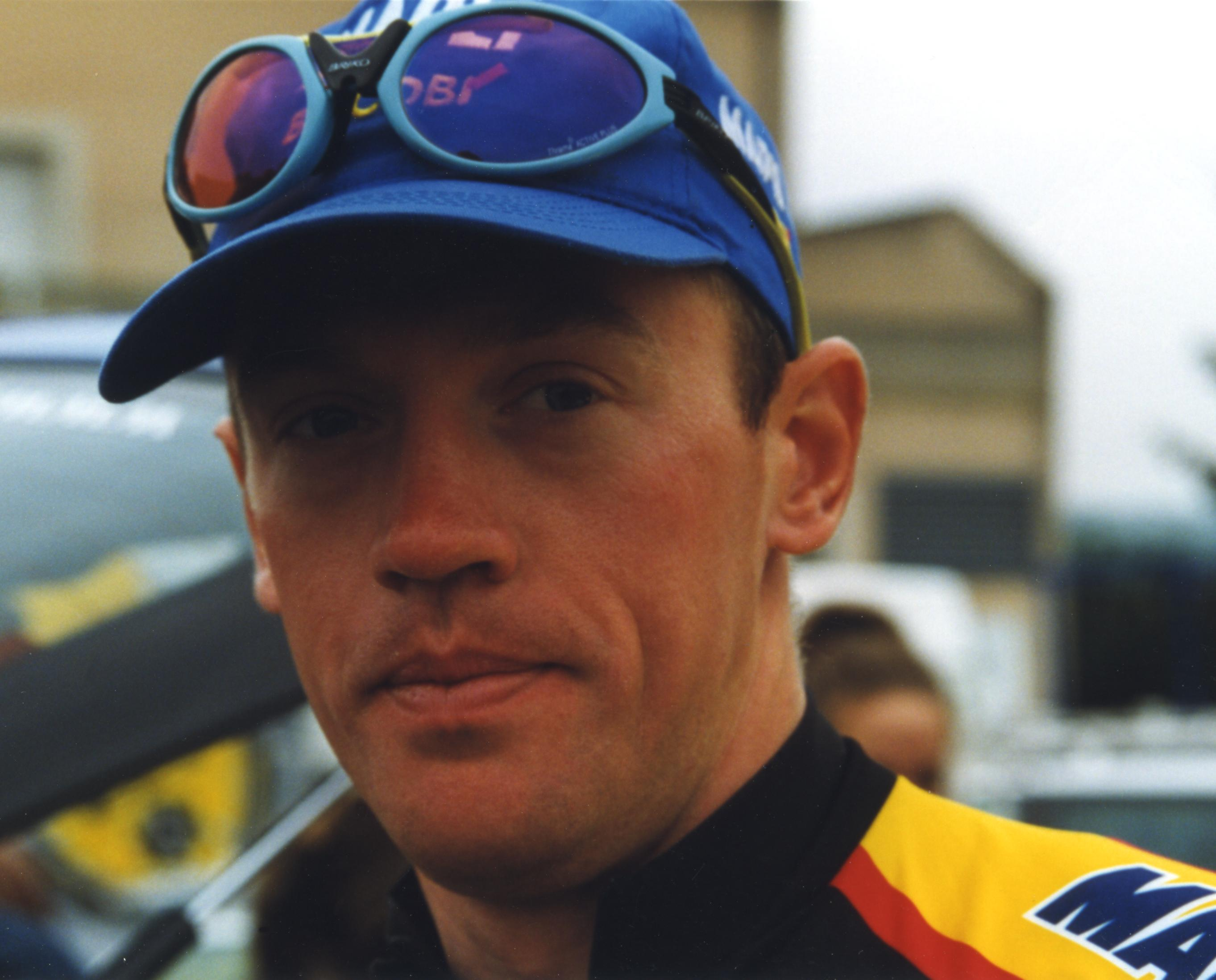
Tom Steels, cuatro veces campeón de Bélgica.

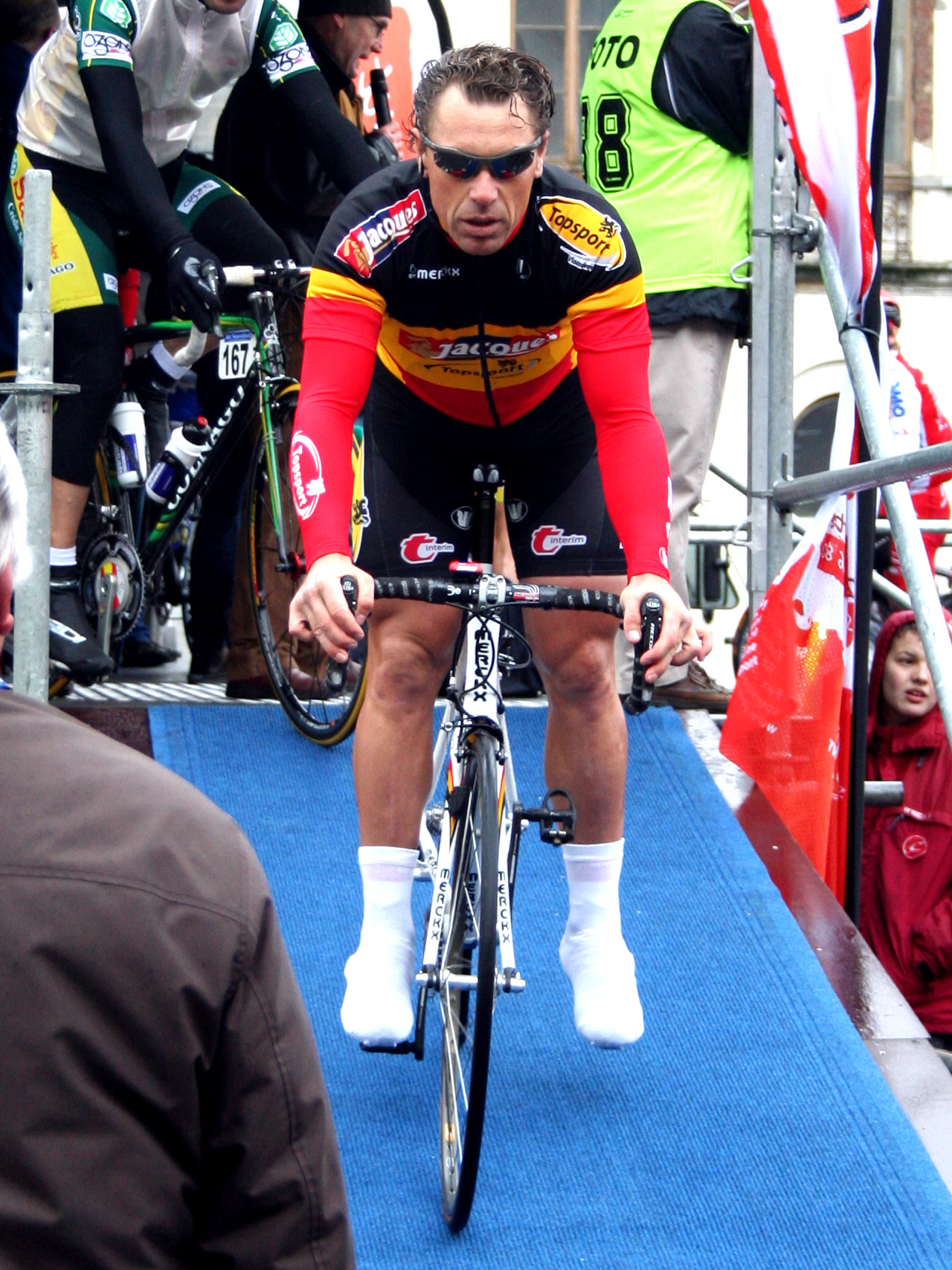
Nico Eeckhout, con el maillot de campeón de Bélgica en el Omloop Het Volk de 2007.

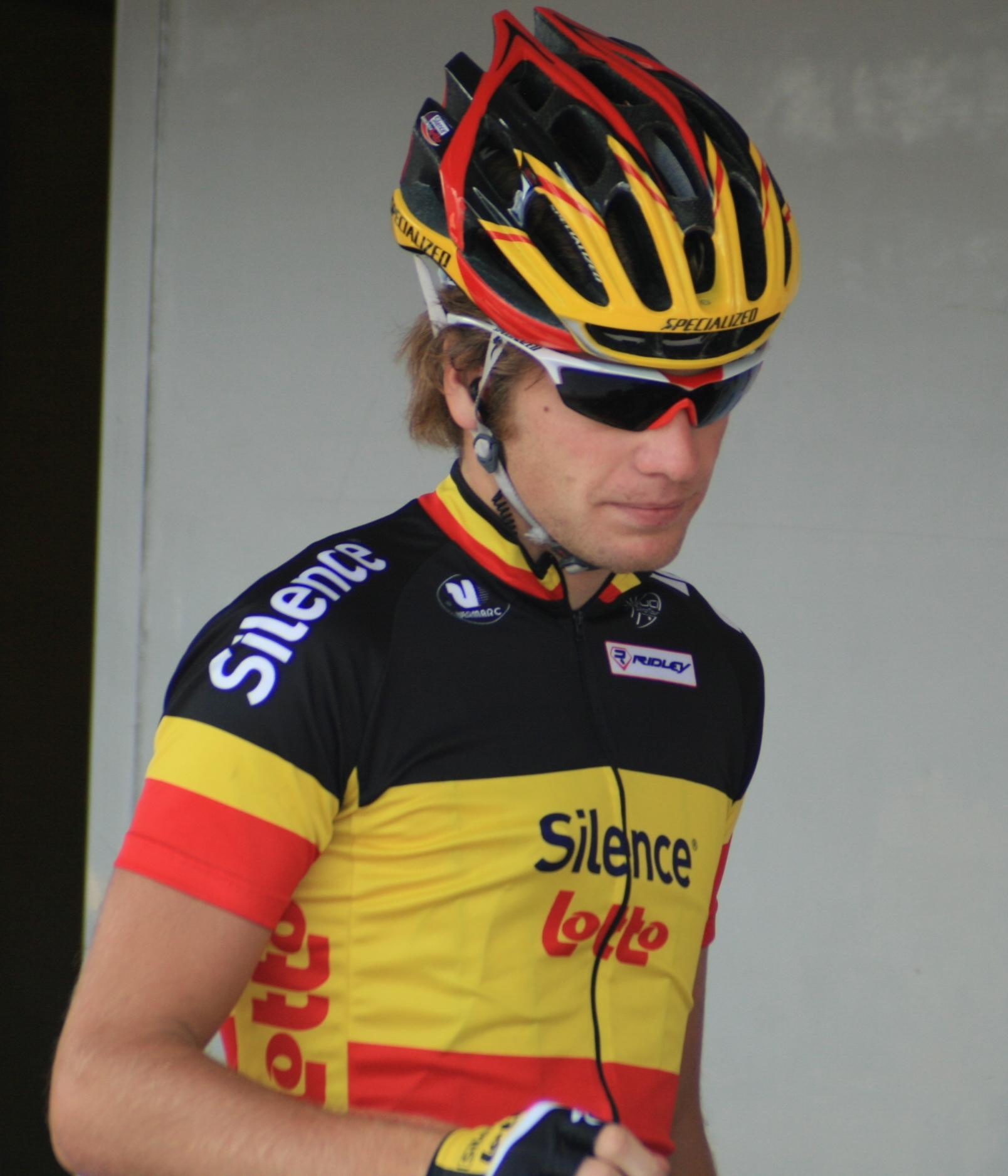
Jürgen Roelandts, campeón de Bélgica en 2008.

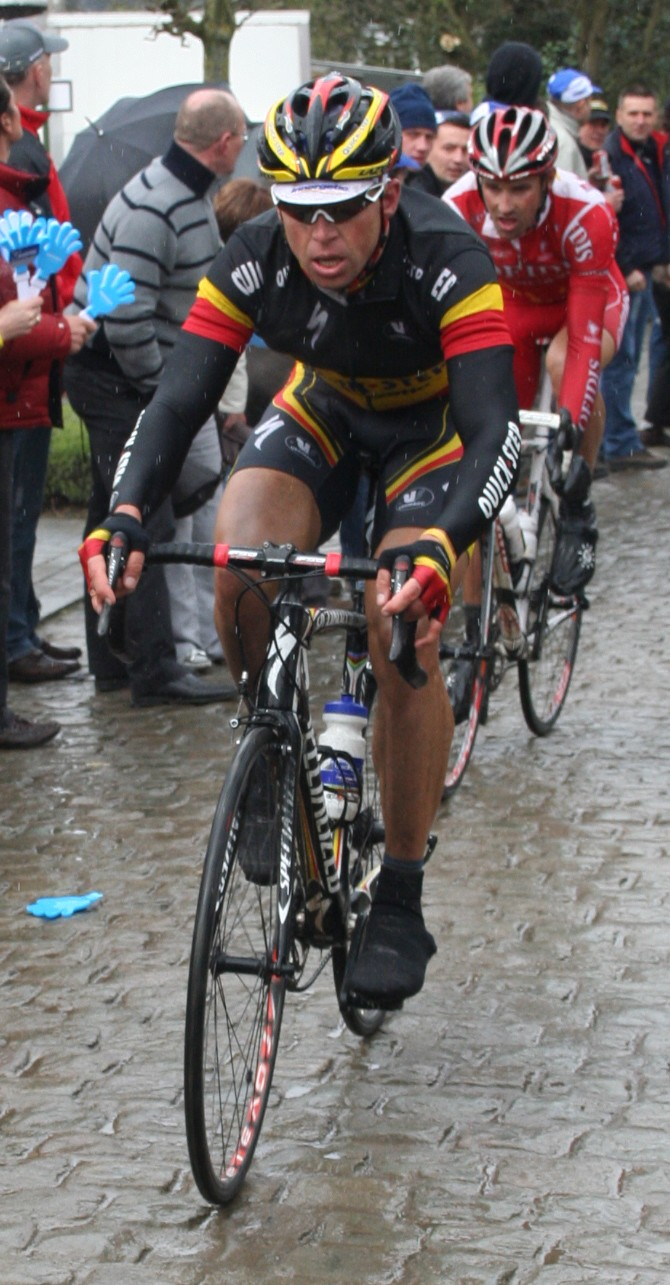
Stijn Devolder, ha sido campeón de Bélgica en dos ocasiones (2007 y 2010).

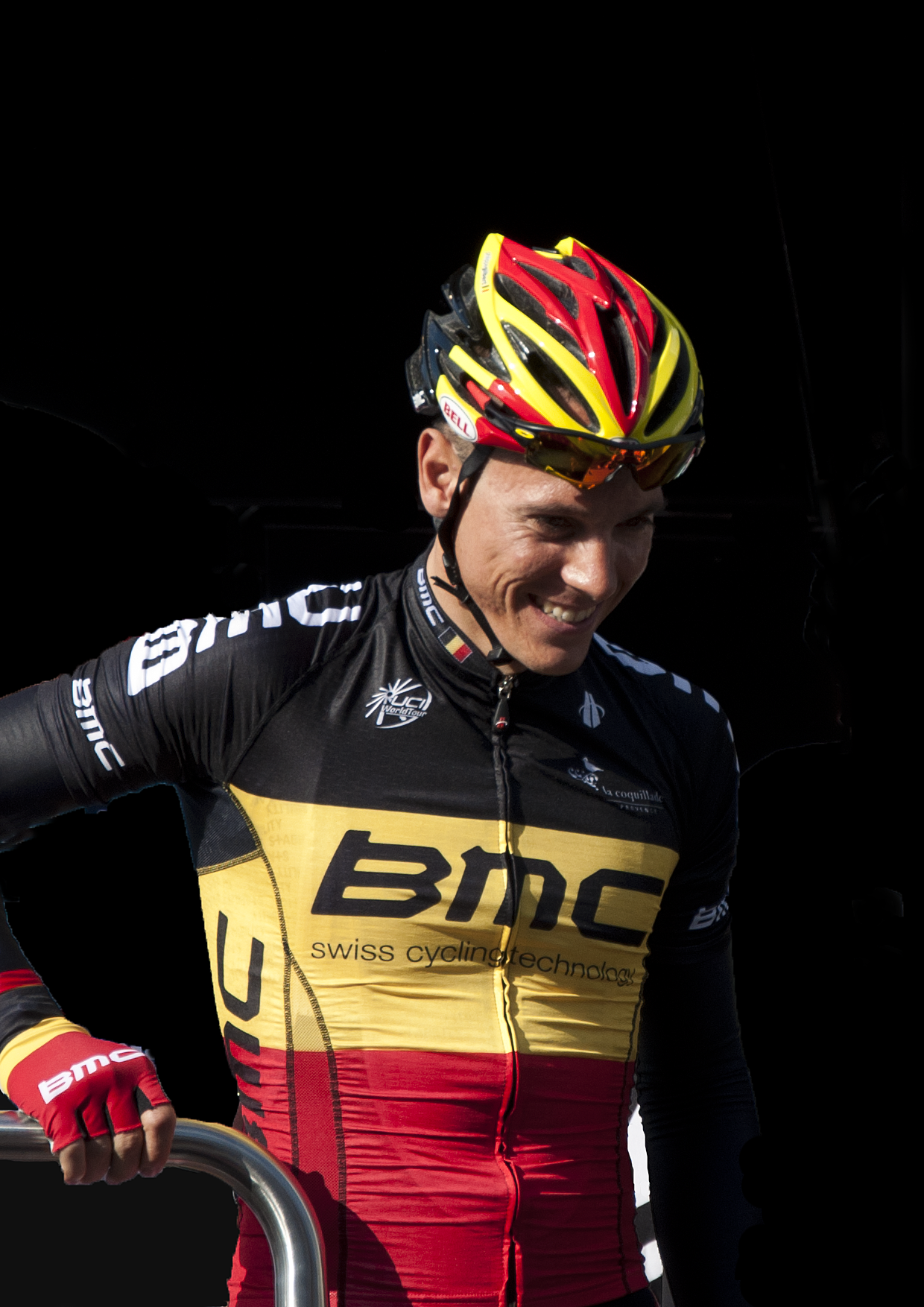
Philippe Gilbert, campeón de Bélgica en 2011.

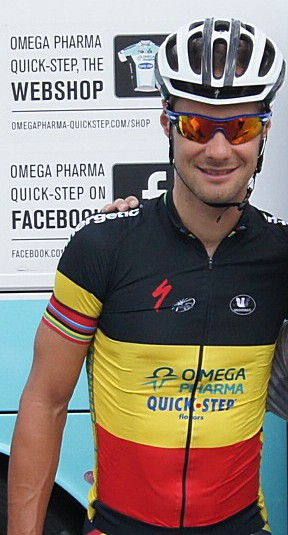
Tom Boonen, campeón de Bélgica en 2009 y en 2012.

| Año       | Ganador                  | Segundo                    | Tercero                    |
| 1894      | Léon Houa                | Schmidt                    | Léon Chisoigne             |
| 1895      | Henri Luyten             | Dos corredores ex-aequo    |                            |
| 1896      | Henri Luyten             | Georges Van Oolen          | Henri Marnette             |
| 1897      | Henri Bertrand           | Maurice Virlée             | Jozef Berckmans            |
| 1898      | Henri Bertrand           | Maurice Virlée             | G Luyten                   |
| 1899      | Jules De Geytere         | Alphonse Seys              |                            |
| 1900      | Mathieu Quoidbach        | Hubert Meura               | Williot                    |
| 1901      | Paul Burger              | Van horenbeek              | Arthur Vanderstuyft        |
| 1902      | Jules Defrance           |                            |                            |
| 1903      | Arthur Vanderstuyft      | Julien Lootens             | François Dhaen             |
| 1904      | Jules Sales              | Arthur Vanderstuyft        | Theodor Sales              |
| 1905      | Dieudonné Jamar          | Henri Devroye              | Joseph Achten              |
| 1906      | No se disputó            |                            |                            |
| 1907      | François Verstraeten     | Camille Haeck              | Robert Wancourt            |
| 1908      | François Verstraeten     | Cyrille Van Hauwaert       | Eugène Platteau            |
| 1909      | Cyrille Van Hauwaert     | Dieudonné Jamar            | Alfons Spiessens           |
| 1910      | Henri Hanlet             | Michel Debaets             | Marcel Buysse              |
| 1911      | Odile Defraye            | Jules Masselis             | Cyrille Van Hauwaert       |
| 1912      | Omer Verschoore          | Félicien Salmon            | Henri Devroye              |
| 1913      | Joseph Van Daele         | Once corredores ex-aequo   |                            |
| 1914      | Victor Dethier           | Joseph Van Daele           | Louis Mottiat              |
| 1915-1918 | No se disputó            |                            |                            |
| 1919      | Jean Rossius             | Joseph Van Daele           | Louis Mottiat              |
| 1920      | Jules Van Hevel          | Louis Mottiat              | René Vermandel             |
| 1921      | Jules Van Hevel          | René Vermandel             | Louis Mottiat              |
| 1922      | René Vermandel           | Philippe Thijs             | Félix Sellier              |
| 1923      | Félix Sellier            | Maurice De Waele           | René Vermandel             |
| 1924      | René Vermandel           | Félix Sellier              | Denis Verschueren          |
| 1925      | Gérard Debaets           | Auguste Verdijck           | Denis Verschueren          |
| 1926      | Félix Sellier            | Julien Delbecque           | Maurice Depauw             |
| 1927      | August Mortelmans        | Julien Delbecque           | Leopold Matton             |
| 1928      | Joseph Dervaes           | Félix Sellier              | Raymond Decorte            |
| 1929      | Joseph Wauters           | Georges Ronsse             | Alfred Hamerlinck          |
| 1930      | Joseph Wauters           | Joseph Dervaes             | Alfred Hamerlinck          |
| 1931      | Alphonse Schepers        | Emile Joly                 | Gustave Van Slembrouck     |
| 1932      | Georges Lemaire          | Gustave Van Slembrouck     | Michel Van Vlockhoven      |
| 1933      | Louis Duerloo            | Jozef Vander Haegen        | Constant Huys              |
| 1934      | Louis Roels              | Emile Bruneau              | Jozef Vander Haegen        |
| 1935      | Gustave Danneels         | Jef Demuysere              | Félicien Vervaecke         |
| 1936      | Jean Aerts               | Louis Hardiquest           | Michel D'Hooghe            |
| 1937      | Karel Kaers              | Maurice Raes               | Adelin Van Simaeys         |
| 1938      | Petrus Van Temsche       | Hubert Deltour             | Marcel Kint                |
| 1939      | Marcel Kint              | Cuatro corredores ex-aequo |                            |
| 1940      | Odiel Van den Meerschaut | André Maelbrancke          | Gustaaf Van Overloop       |
| 1941      | André Defoort            | Gustaaf Van Overloop       | Achiel De Backer           |
| 1942      | André Maelbrancke        | Albert Sercu               | Lucien Vlaemynck           |
| 1943      | Rik Van Steenbergen      | Georges Claes              | Robert Van Eenaeme         |
| 1944      | No se disputó            |                            |                            |
| 1945      | Rik Van Steenbergen      | Odiel Van den Meerschaud   | Jan Bogaerts               |
| 1946      | Emile Masson Jr          | Briek Schotte              | Maurice Van Herzele        |
| 1947      | Emile Masson Jr          | Jacques Geus               | Maurice Meersman           |
| 1948      | Achiel Buysse            | Briek Schotte              | Ernest Sterckx             |
| 1949      | Valère Ollivier          | Raymond Impanis            | Prosper Depredomme         |
| 1950      | Albert Ramon             | Briek Schotte              | Valère Ollivier            |
| 1951      | Lode Anthonis            | Edward Peeters             | Emmanuel Thoma             |
| 1952      | Jozef Schils             | Robert Vanderstockt        | Marcel De Mulder           |
| 1953      | Alois Van Steenkiste     | Florent Rondelé            | Stan Ockers                |
| 1954      | Rik Van Steenbergen      | Roger Decock               | René Desmet                |
| 1955      | Emiel Van Cauter         | Germain Derijcke           | Jean Storms                |
| 1956      | André Vlayen             | Frans Schoubben            | Karel Clerckx              |
| 1957      | André Vlayen             | Roger Verplaetse           | Karel Clerckx              |
| 1958      | Rik Van Looy             | Jozef Planckaert           | Frans Aerenhouts           |
| 1959      | Petrus Oellibrandt       | Jan Adriaensens            | Daniel Denys               |
| 1960      | Frans De Mulder          | Willy Vannitsen            | Arthur De Cabooter         |
| 1961      | Michel Van Aerde         | Arnould Flécy              | Jos Hoevenaers             |
| 1962      | Jozef Planckaert         | Guillaume Van Tongerloo    | Emile Daems                |
| 1963      | Rik Van Looy             | Louis Proost               | Frans Aerenhouts           |
| 1964      | Edward Sels              | Willy Bocklant             | Frans Melckenbeeck         |
| 1965      | Walter Godefroot         | Eddy Merckx                | Arthur De Cabooter         |
| 1966      | Guido Reybrouck          | Robert Lelangue            | Jos Huysmans               |
| 1967      | Jos Boons                | Willy In't Ven             | Emile Bodart               |
| 1968      | Julien Stevens           | Ferdinand Bracke           | Guido Reybrouck            |
| 1969      | Roger De Vlaeminck       | Walter Godefroot           | Alfons Debal               |
| 1970      | Eddy Merckx              | Herman Van Springel        | Jean-Pierre Monseré        |
| 1971      | Herman Van Springel      | Joseph Spruyt              | Willy Vanneste             |
| 1972      | Walter Godefroot         | Eddy Merckx                | Albert Van Vlierberghe     |
| 1973      | Frans Verbeeck           | Eddy Merckx                | Willy Planckaert           |
| 1974      | Roger Swerts             | Ludo Van Staeyen           | Johan De Muynck            |
| 1975      | Willy Teirlinck          | Walter Planckaert          | Eddy Merckx                |
| 1976      | Freddy Maertens          | Jean-Luc Vandenbroucke     | Willy Teirlinck            |
| 1977      | Michel Pollentier        | Joseph Bruyère             | Paul Wellens               |
| 1978      | Michel Pollentier        | Willy Teirlinck            | Marcel Laurens             |
| 1979      | Gery Verlinden           | Eddy Schepers              | Marc Renier                |
| 1980      | Jozef Jacobs             | Dirk Heirweg               | Eddy Schepers              |
| 1981      | Roger De Vlaeminck       | Gery Verlinden             | Benjamin Vermeulen         |
| 1982      | Frank Hoste              | Eddy Vanhaerens            | Fons De Wolf               |
| 1983      | Lucien Van Impe          | Marc Sergeant              | Michel Dernies             |
| 1984      | Eric Vanderaerden        | Eddy Planckaert            | Frank Hoste                |
| 1985      | Paul Haghedooren         | Claude Criquielion         | Rudy Dhaenens              |
| 1986      | Marc Sergeant            | Hendrik De Vos             | Etienne De Wilde           |
| 1987      | Ferdi Van Den Haute      | Jean-Pierre Heynderickx    | Herman Frison              |
| 1988      | Etienne De Wilde         | Herman Frison              | Jean-Philippe Vandenbrande |
| 1989      | Carlo Bomans             | Eddy Planckaert            | Fons De Wolf               |
| 1990      | Claude Criquielion       | Edwig Van Hooydonck        | Frank Van Den Abeele       |
| 1991      | Benjamin Van Itterbeeck  | Jim Van De Laer            | Wilfried Peeters           |
| 1992      | Johan Museeuw            | Johan Capiot               | Johan Devos                |
| 1993      | Alain Van Den Bossche    | Guy Nulens                 | Carlo Bomans               |
| 1994      | Wilfried Nelissen        | Michel Vanhaecke           | Peter Verbeken             |
| 1995      | Wilfried Nelissen        | Tom Steels                 | Johan Museeuw              |
| 1996      | Johan Museeuw            | Geert Van Bondt            | Johan Bruyneel             |
| 1997      | Tom Steels               | Ludo Dierckxsens           | Kurt Van De Wouwer         |
| 1998      | Tom Steels               | Carlo Bomans               | Peter Van Petegem          |
| 1999      | Ludo Dierckxsens         | Michel Vanhaecke           | Axel Merckx                |
| 2000      | Axel Merckx              | Frank Vandenbroucke        | Rik Verbrugghe             |
| 2001      | Ludovic Capelle          | Fabien De Waele            | Michel Vanhaecke           |
| 2002      | Tom Steels               | Ludovic Capelle            | Gert Vanderaerden          |
| 2003      | Geert Omloop             | Jurgen Van Goolen          | Sven Vanthourenhout        |
| 2004      | Tom Steels               | Geert Omloop               | Geert Verheyen             |
| 2005      | Serge Baguet             | Kevin Van Impe             | Nico Sijmens               |
| 2006      | Nico Eeckhout            | Philippe Gilbert           | Tom Boonen                 |
| 2007      | Stijn Devolder           | Tom Boonen                 | Philippe Gilbert           |
| 2008      | Jürgen Roelandts         | Sven Vanthourenhout        | Nico Eeckhout              |
| 2009      | Tom Boonen               | Philippe Gilbert           | Kristof Goddaert           |
| 2010      | Stijn Devolder           | Philippe Gilbert           | Frederik Veuchelen         |
| 2011      | Philippe Gilbert         | Gianni Meersman            | Jelle Wallays              |
| 2012      | Tom Boonen               | Kristof Goddaert           | Sven Vandousselaere        |
| 2013      | Stijn Devolder           | Gianni Meersman            | Jan Bakelants              |
| 2014      | Jens Debusschere         | Roy Jans                   | Tom Boonen                 |
| 2015      | Preben van Hecke         | Jürgen Roelandts           | Greg Van Avermaet          |
| 2016      | Philippe Gilbert         | Tim Wellens                | Greg Van Avermaet          |
| 2017      | Oliver Naesen            | Sep Vanmarcke              | Jasper Stuyven             |
| 2018      | Yves Lampaert            | Philippe Gilbert           | Jasper Stuyven             |
| 2019      | Tim Merlier              | Timothy Dupont             | Wout van Aert              |
| 2020      | Dries De Bondt           | Iljo Keisse                | Pieter Serry               |
| 2021      | Wout van Aert            | Edward Theuns              | Remco Evenepoel            |
| 2022      | Tim Merlier              | Jordi Meeus                | Jasper Philipsen           |
| 2023      | Remco Evenepoel          | Alec Segaert               | Jasper Stuyven             |
| 2024      | Arnaud De Lie            | Jasper Philipsen           | Jordi Meeus                |
| 2025      | Tim Wellens              | Remco Evenepoel            | Jasper Philipsen           |

### Femenino
| Año  | Ganadora              | Segunda                | Tercera                |
| 1959 | Victoire Van Nuffel   | Rosa Sels              | Liliane Cleiren        |
| 1960 | Rosa Sels             | Yvonne Reynders        | Nadia Germonpre        |
| 1961 | Annie Vermeiren       | Yvonne Reynders        | Rosa Sels              |
| 1962 | Yvonne Reynders       | Simone Ellegeest       | Liliane Cleiren        |
| 1963 | Yvonne Reynders       | Louisa Smits           | Simone Ellegeest       |
| 1964 | Denise Bral           | Rosa Sels              | Marie-Therese Naessens |
| 1965 | Louisa Smits          | Marie-Therese Naessens | Francine Verlot        |
| 1966 | Marie-Rose Gaillard   | Simone Ellegeest       | Suzanne Sohie          |
| 1967 | Christiane Geerts     | Louisa Smits           | Francine Verlot        |
| 1968 | Marguerita Dams       | Nicole Van Den Broeck  | Francine Verlot        |
| 1969 | Nicole Van Den Broeck | Suzanne Sohie          | Christiane Goeminne    |
| 1970 | Nicole Van Den Broeck | Christiane Geerts      | Francine Verlot        |
| 1971 | Mariette Laenen       | Christiane Geerts      | Francine Verlot        |
| 1972 | Mariette Laenen       | Nicole Van Den Broeck  | Francine Verlot        |
| 1973 | Nicole Van Den Broeck | Christiane Goeminne    |                        |
| 1974 | Nicole Van Den Broeck | Mariette Laenen        | Francine Verlot        |
| 1975 | Mariette Laenen       | Christiane Goeminne    | Johanna Bosmans        |
| 1976 | Yvonne Reynders       | Christiane Goeminne    | Nicole Van Den Broeck  |
| 1977 | Nicole Van Den Broeck | Mariette Laenen        | Yvonne Reynders        |
| 1978 | Maria Herijgers       | Christiane Goeminne    | Frieda Maes            |
| 1979 | Maria Herijgers       | Sonja Playsier         | Marie Hélène Schiffers |
| 1980 | Nele D'Haene          | Chantal Van Havere     | Maria-Magdalena Kennes |
| 1981 | Gerda Sierens         | Marina Mampay          | Maria Herijgers        |
| 1982 | Jenny De Smet         | Gerda Sierens          | Anne Callebaut         |
| 1983 | Ingrid Mekers         | Gerda Sierens          | Anne Callebaut         |
| 1984 | Nele D'Haene          | Jenny De Smet          | Gerda Sierens          |
| 1985 | Josiane Vanhuysse     | Nadine Fiers           | Marleen Clemminck      |
| 1986 | Agnes Dusart          | Josiane Vanhuysse      | Nadine Fiers           |
| 1987 | Agnes Dusart          | Sonja Vermeylen        | Els Mertens            |
| 1988 | Agnes Dusart          | Kristel Werckx         | Sylvie Slos            |
| 1989 | Sylvie Slos           | Sabine Snijers         | Els Mertens            |
| 1990 | Véronique De Roose    | Godelieve Jansens      | Kristel Werckx         |
| 1991 | Kristel Werckx        | Heidi Van de Vijver    | Monica Van Nassauw     |
| 1992 | Godelieve Jansens     | Sabine Snijers         | Véronique Schurmann    |
| 1993 | Godelieve Jansens     | Ingrid Baplue          | Blomme Billie          |
| 1994 | Kristel Werckx        | Evelyne Baert          | Ingrid Baplue          |
| 1995 | Els Decottenier       | Sonja Vermeylen        | Vanja Vonckx           |
| 1996 | Sonja Vermeylen       | Linda Troyekens        | Patsy Maegerman        |
| 1997 | Sonja Vermeylen       | Els Decottenier        | Anja Lenaers           |
| 1998 | Heidi Van de Vijver   | Sonja Vermeylen        | Anja Lenaers           |
| 1999 | Cindy Pieters         | Vanja Vonckx           | Els Decottenier        |
| 2000 | Valerie Battair       | Cindy Bauwens          | Veronique Belleter     |
| 2001 | Evy Van Damme         | Ine Wannijn            | Godelieve Jansens      |
| 2002 | Ine Wannijn           | Corine Hierckens       | Veronique Belleter     |
| 2003 | Anja Nobus            | Ilse Geldhof           | Veerle Ingels          |
| 2004 | Natasha Maes          | Ine Wannijn            | Sara Peeters           |
| 2005 | Corine Hierckens      | Sara Peeters           | Natasja Nobels         |
| 2006 | Veronique Belleter    | Karen Steurs           | Ine Wannijn            |
| 2007 | Ludivine Henrion      | Ine Wannijn            | Liesbet De Vocht       |
| 2008 | Ilse Geldhof          | Nana Steenssens        | Anne Aernouts          |
| 2009 | Ludivine Henrion      | Latoya Brulee          | Kelly Druyts           |
| 2010 | Liesbet De Vocht      | Kelly Druyts           | Evelyn Arys            |
| 2011 | Evelyn Arys           | Sofie De Vuyst         | Lensy Debboudt         |
| 2012 | Jolien D'Hoore        | Ludivine Henrion       | Jessie Daams           |
| 2013 | Liesbet De Vocht      | Maaike Polspoel        | Sofie De Vuyst         |
| 2014 | Jolien D'Hoore        | Lotte Kopecky          | Sofie De Vuyst         |
| 2015 | Jolien D'Hoore        | Lotte Kopecky          | Sofie De Vuyst         |
| 2016 | Kaat Hannes           | Lotte Kopecky          | Jolien D'Hoore         |
| 2017 | Jolien D'Hoore        | Lotte Kopecky          | Kelly Druyts           |
| 2018 | Annelies Dom          | Valerie Demey          | Sanne Cant             |
| 2019 | Jesse Vandenbulcke    | Ann-Sophie Duyck       | Julie Van de Velde     |
| 2020 | Lotte Kopecky         | Jolien D'Hoore         | Shari Bossuyt          |
| 2021 | Lotte Kopecky         | Julie Van de Velde     | Alana Castrique        |
| 2022 | Kim de Baat           | Fien van Eynde         | Sara Maes              |
| 2023 | Lotte Kopecky         | Marthe Goossens        | Kelly Druyts           |
| 2024 | Lotte Kopecky         | Sanne Cant             | Justine Ghekiere       |
| 2025 | Justine Ghekiere      | Fien Van Eynde         | Fleur Moors            |

## Estadísticas

### Más victorias
| Ciclista             | Victorias | Años                    |
| -------------------- | --------- | ----------------------- |
| Tom Steels           | 4         | 1997, 1998, 2002 y 2004 |
| Rik Van Steenbergen  | 3         | 1943, 1945 y 1954       |
| Stijn Devolder       | 3         | 2007, 2010 y 2013       |
| Henri Luyten         | 2         | 1895 y 1896             |
| Henri Bertrand       | 2         | 1897 y 1898             |
| Francois Verstraeten | 2         | 1907 y 1908             |
| Jules Van Hevel      | 2         | 1920 y 1921             |
| René Vermandel       | 2         | 1922 y 1924             |
| Félix Sellier        | 2         | 1923 y 1926             |
| Joseph Wauters       | 2         | 1929 y 1930             |
| Emile Masson Jr      | 2         | 1946 y 1947             |
| André Vlayen         | 2         | 1956 y 1957             |
| Rik Van Looy         | 2         | 1958 y 1963             |
| Walter Godefroot     | 2         | 1965 y 1972             |
| Michel Pollentier    | 2         | 1977 y 1978             |
| Roger De Vlaeminck   | 2         | 1969 y 1981             |
| Wilfried Nelissen    | 2         | 1994 y 1995             |
| Johan Museeuw        | 2         | 1992 y 1996             |
| Tom Boonen           | 2         | 2009 y 2012             |
| Philippe Gilbert     | 2         | 2011 y 2016             |
| Tim Merlier          | 2         | 2019 y 2022             |

| Ciclista              | Victorias | Años                          |
| --------------------- | --------- | ----------------------------- |
| Nicole Van Den Broeck | 5         | 1969, 1970, 1973, 1974 y 1977 |
| Jolien D'Hoore        | 4         | 2012, 2014, 2015 y 2017       |
| Lotte Kopecky         | 4         | 2020, 2021, 2023 y 2024       |
| Mariette Laenen       | 3         | 1971, 1972 y 1975             |
| Yvonne Reynders       | 3         | 1962, 1963 y 1976             |
| Agnes Dusart          | 3         | 1986, 1987 y 1988             |
| Maria Herijgers       | 2         | 1978 y 1979                   |
| Nele D'Haene          | 2         | 1980 y 1984                   |
| Godelieve Jansens     | 2         | 1992 y 1993                   |
| Kristel Werckx        | 2         | 1991 y 1994                   |
| Sonja Vermeylen       | 2         | 1996 y 1997                   |
| Ludivine Henrion      | 2         | 2007 y 2009                   |
| Liesbet De Vocht      | 2         | 2010 y 2013                   |